# 拉吉·瑞迪
拉吉·瑞迪（英語：Dabbala Rajagopal "Raj" Reddy，1937年6月13日—），印度裔美国计算机科学家和图灵奖获得者。他也是计算机科学和人工智能的早期先驱人之一，现任斯坦福大学和卡内基梅隆大學的教授，有超过40多年的教学经验。1979年起，他是卡内基梅隆大學计算机学院Robotics Institute的创始领导人。1994年，他因其人工智能杰出工作，获得计算机领域最高奖项图灵奖，他是该奖项亚洲第一人。

## 参照
1. 1 2  . Carnegie Mellon.   [3 August 2011]. （原始内容存档于2016-03-11）.
2. 1 2   (PDF). Communications of the ACM. May 1996, 39 (5): 105–112. doi:10.1145/229459.233436. （原始内容 (PDF)存档于2015-07-20）.
3. ↑  . Stanford.   [2013-12-22]. （原始内容存档于2021-01-30）.
4. ↑  . Pittsburgh Post-Gazette. 1998-06-15  [2 August 2011]. （原始内容存档于2011-06-13）.
5. ↑  . Carnegie Mellon University Article Dec. 2004, Vol. 1, No. 4.   [20 August 2011]. （原始内容存档于2011年9月28日）.
6. ↑  . Robotics Institute, Carnegie Mellon.   [2 August 2011]. （原始内容存档于2015年6月27日）.